# Syvänsi
Syvänsi eller Syvänsijärvi är en sjö i Finland. Den ligger i kommunen Pieksämäki i landskapet Södra Savolax, i den södra delen av landet, 280 km nordost om huvudstaden Helsingfors. Syvänsi ligger 102,2 meter över havet. Den är 38,62 meter djup. Arean är 14,93 kvadratkilometer och strandlinjen är 78,15 kilometer lång. Sjön  ingår i Vuoksens huvudavrinningsområde.   I omgivningarna runt Syvänsi växer i huvudsak blandskog.
Följande öar finns i Syvänsi:
- Pieniluoto (en ö)
- Tanssisaari (en ö)
- Myhkyrä (en ö)
- Luukkaansaari (en ö)
- Kaidansaari (en ö)
- Kosulansaari (en ö)
- Karankasaari (en ö)
- Pentinsaari (en ö)
- Kuusisaaret (en ö)
- Kalasaari (en ö)
- Vihtasaari (en ö)
- Luotosaari (en ö)
- Tossavalansaari (en ö)
- Kuoresaari (en ö)
- Halkosaari (en ö)
- Kesäluoto (en ö)

Följande samhällen ligger vid Syvänsi:
- Jäppilä (1 501 invånare)